# David Drahonínský
David Drahonínský (19 de mayo de 1982) es un deportista checo que compite en tiro con arco adaptado. Ganó siete medallas en los Juegos Paralímpicos de Verano entre los años 2008 y 2024.

## Palmarés internacional
| Juegos Paralímpicos | Juegos Paralímpicos     | Juegos Paralímpicos | Juegos Paralímpicos            |
| Año                 | Lugar                   | Medalla             | Prueba                         |
| ------------------- | ----------------------- | ------------------- | ------------------------------ |
| 2008                | Pekín (China)           | Medalla de oro      | Compuesto individual W1        |
| 2012                | Londres (Reino Unido)   | Medalla de plata    | Compuesto individual W1        |
| 2016                | Río de Janeiro (Brasil) | Medalla de plata    | Compuesto individual W1        |
| 2016                | Río de Janeiro (Brasil) | Medalla de bronce   | Compuesto por equipos W1 mixto |
| 2020                | Tokio (Japón)           | Medalla de oro      | Individual W1                  |
| 2020                | Tokio (Japón)           | Medalla de plata    | Por equipos W1 mixto           |
| 2024                | París (Francia)         | Medalla de plata    | Por equipos W1 mixto           |